# 홍양명
홍양명(洪陽明, 일본식 이름: 시라카와 요시노리(白川義則), 1906년 ~ ?)은 일제강점기 시대 친일 사회주의 계파 언론인을 지낸 대한민국의 별정직공무원 겸 정치가로, 아직 개명(改名)하기 前 이름은 홍순기(洪淳起)이며, 본관은 남양(南陽), 호(號)는 산남(山南)·양명(洋溟). 본적은 서울특별시 종로구 명륜동이다.

## 생애
1906년 대한제국 전라남도 제주군 제주면 삼도동리에서 출생하였으며 지난날 한때 대한제국 전라남도 목포에서 잠시 유아기를 보낸 적이 있고 그 후 일제강점기 경기도 인천 제물포에서 잠시 유년기를 보낸 적이 있는 그는 1912년 자신의 본래 친가 본적지였던 경성부 종로방 명륜정에 이주하면서부터 그곳에서 성장하였다. 1921년 경성 중앙고등보통학교를 중퇴했다. 1922년 8월 러시아(당시 소련) 블라디보스토크와 모스크바로 잠시 밀항했다가 나중에 귀국했다.
1923년 일본 전문학교 입학 자격 특채 선발 시험에 응시하여 합격 이후 1925년 일본 와세다 대학교 영어영문학과 입학하여 1929년 8월, 일본 와세다 대학교 영어영문학과에서 학사 학위를 받았다. 와세다 대학에 재학 중이던 1927년 3월 일본 도쿄에서 사회주의 단체인 제3전선사(第三戰線社)를 조직하고 기관지 《제3전선(第三戰線)》을 발행하는 한편 조선프롤레타리아예술가동맹(KAPF) 결성에 참여했다.
1928년 2월 20일 일본 도쿄에서 잡지 《조선운동(朝鮮運動)》을 발행했지만 같은 해 4월 제4차 조선공산당 사건에 연루되어 《치안유지법》 위반 혐의로 체포되었고 법원으로부터 징역 3년형을 선고받게 된다. 1931년부터 1937년 8월까지 《조선일보》 정치부와 편집부 기자, 외신부장, 논설위원을 역임했으며 1932년 8월 조선문필가협회 창립 발기인으로 참여했다.
1938년 전후에서 1940년까지 《만선일보》 정치부장 겸 경제부장, 1940년 1월 23일에서 1941년 6월 8일까지 《만선일보》 편집인과 편집국 부국장 겸 편집국장 대리, 편집국장을 역임했으며 1941년 8월 26일에서 1944년 2월 29일까지 조선총독부 기관지 《매일신보》 신징(新京, 신경) 지사장을 역임했다. 《만선일보》와 《매일신보》에 일본의 중국 침략과 만주국을 찬양하는 내용을 담은 기사와 논설을 게재했으며, 이러한 경력 때문에 민족문제연구소의 친일인명사전 수록자 명단의 언론/출판 부문, 친일반민족행위진상규명위원회가 발표한 친일반민족행위 705인 명단에 포함되었다.
광복 이후인 1946년 3월 13일에 결성된 전조선문필가협회 추천위원을 역임했으며, 1947년 과도정부 공보부 정치분석과장, 서울중앙방송국장(1947년 8월 15일 ~ 1948년 10월 16일)을 역임했다. 대한민국 정부 수립 이후인 1949년 공보처 고문을 역임했고, 1950년 3월 10일에 열린 대한노동총연맹 전국대회에서 대한노동총연맹 부위원장 겸 자유노동연맹 위원장으로 선출되었다. 한국 전쟁 중이던 1950년 7월 10일에 납북되었으며 그 뒤의 행적에 대해서는 거의 알려져 있지 않다.

## 참고자료
- 친일반민족행위진상규명위원회 (2009). 〈홍순기〉. 《친일반민족행위진상규명 보고서 Ⅳ-19》. 서울. 491~507쪽.
- 민족문제연구소 (2009). 〈홍양명〉. 《친일인명사전 3 (ㅇ ~ ㅎ)》. 서울. 961 ~ 963쪽.